# Delta Lloyd
Delta Lloyd N.V. was een Nederlandse financiële dienstverlener actief in Nederland en België en bood in deze landen voornamelijk verzekeringen aan. Naast de verzekeringsactiviteiten (Delta Lloyd, OHRA en ABN AMRO Verzekeringen) behoorden ook een vermogens- en vastgoedbeheerder en enkele kleinere banken tot de groep. Delta Lloyd N.V. had circa 8% van de Nederlandse verzekeringsmarkt in handen en was daarmee de vijfde verzekeraar van Nederland. Op 1 juni 2017 hield Delta Lloyd op als zelfstandig bedrijf en gaat vanaf die dag verder als onderdeel van NN Group.

## Geschiedenis

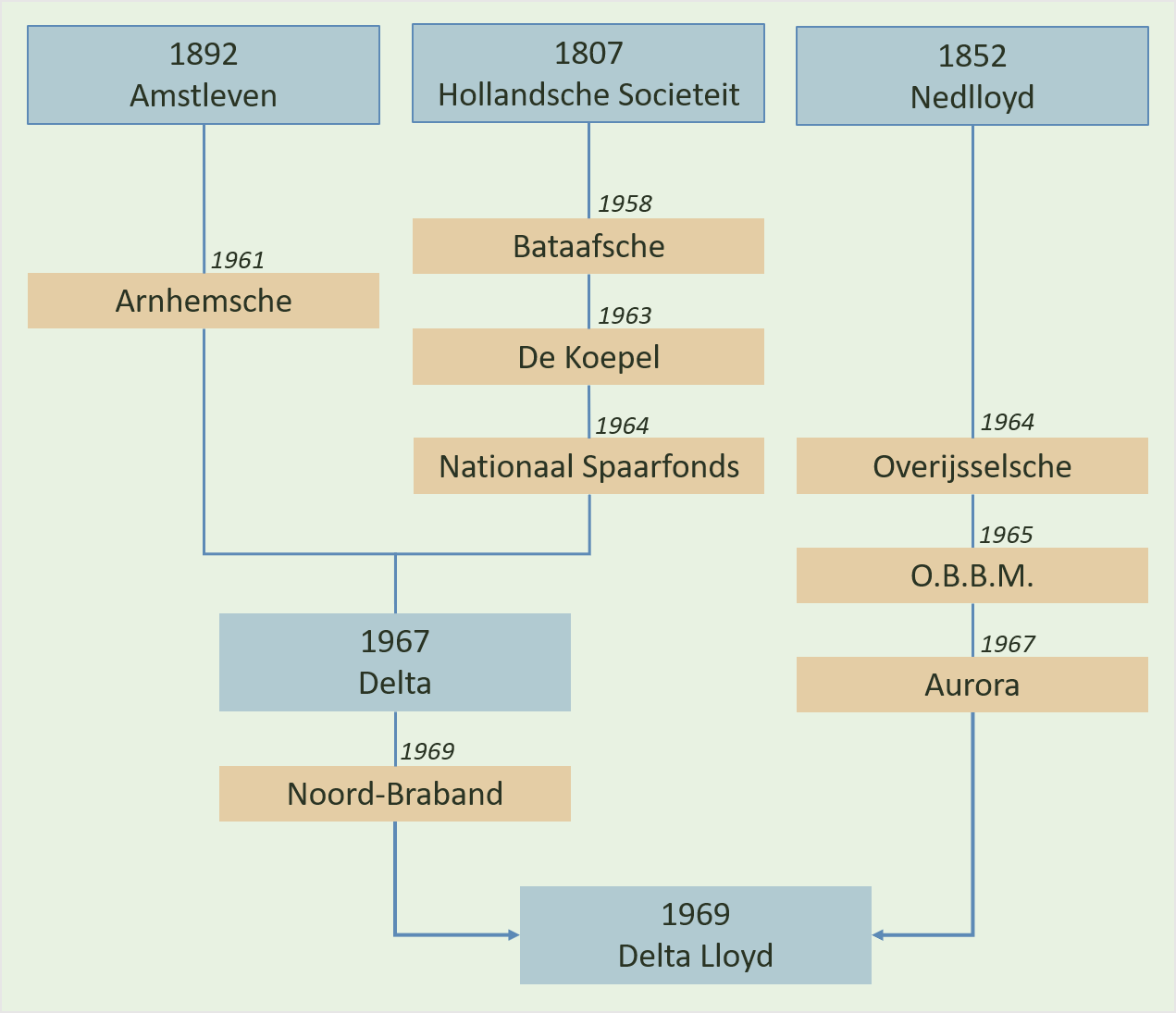
Het ontstaan van Delta Lloyd uit drie maatschappijen

De oudste voorloper van Delta Lloyd N.V., de Hollandsche Societeit van Levensverzekeringen, werd opgericht in 1807. In 1967 ging de Hollandsche Sociëteit van Levensverzekeringen samenwerken met de Amsterdamsche Maatschappij van Levensverzekering onder de naam Delta. In 1969 fuseerde Delta met verzekeraar Nedlloyd (weinig bekende officiële naam "Nederlandsche Lloyd", en niet te verwarren met scheepvaartmaatschappij Nedlloyd) tot Delta Lloyd.
In 1973 nam het Britse verzekeringsconcern Commercial Union de aandelen over. Commercial Union heet tegenwoordig Aviva plc.
In 1999 fuseerde Delta Lloyd met Nuts-OHRA. Het fusieconcern werd hierdoor in staat de markt vanuit twee kanalen te bedienen. Delta Lloyd biedt haar producten aan via onafhankelijke tussenpersonen en OHRA, als direct writer, rechtstreeks. Aanvankelijk heette het nieuwe concern Delta Lloyd Nuts Ohra. In 2002 werd deze naam in Delta Lloyd Groep en in 2014 in Delta Lloyd N.V. gewijzigd.
Op 3 november 2009 kreeg het bedrijf een beursnotering aan de Amsterdamse effectenbeurs. Aviva bracht 42% van haar aandelen naar de beurs, waardoor het een meerderheidsbelang behield. Aviva heeft in 2013 alle aandelen Delta Lloyd N.V. verkocht.
In februari 2016 maakte Delta Lloyd bekend zijn minderheidsbelang van 30,5% in Van Lanschot te verkopen om de financiële positie te verstevigen. In juni 2016 verkocht Delta Lloyd het belang hetgeen resulteerde in een totale opbrengst van bijna 200 miljoen euro. Door de verkoop steeg de solvabiliteitsratio met 8% naar 162%.
Op 5 oktober 2016 deed NN Group onverwacht een bod op alle aandelen Delta Lloyd. Het bod heeft een waarde van 2,4 miljard euro in contanten. Delta Lloyd, de op drie na grootste verzekeraar in Nederland, heeft 3,2 miljoen klanten in Nederland en België en 5200 medewerkers. NN Group is veel groter dan Delta Lloyd, het heeft viermaal zoveel klanten en het dubbele aantal personeelsleden. In december 2016 kwamen de twee tot overeenstemming nadat NN Group het bod met 10 eurocent heeft verhoogd naar €5,40 per aandeel. De combinatie wordt een sterke speler op het gebied van pensioenen, schadeverzekeringen en vermogensbeheer in Nederland en België. Verder kan efficiënter worden gewerkt waardoor aanzienlijke kostenvoordelen van minstens 150 miljoen euro in 2020 gehaald kunnen worden. Vakbond CNV Vakmensen vreest dat hierbij tussen de 1000 en 1500 banen verloren gaan. Op 1 juni 2017 hield Delta Lloyd definitief op te bestaan. De juridische fusie met NN Group werd op die dag van kracht. De aandeelhouders van Delta Lloyd kregen aandelen NN Group. Op 31 mei werd voor de laatste keer in de aandelen Delta Lloyd gehandeld en het bedrijf is van de effectenbeurs verdwenen.

## Voormalige activiteiten

### Delta Lloyd
Het grootste deel van de verzekeringsactiviteiten vielen onder het label "Delta Lloyd" en werden voornamelijk aangeboden via een onafhankelijk intermediair. Delta Lloyd is gevestigd in Amsterdam, Helmond, Zwolle en Arnhem. Delta Lloyd behaalde in 2009 een premieomzet van circa € 2,5 miljard en telde ongeveer 2000 medewerkers.

### Nuts-OHRA

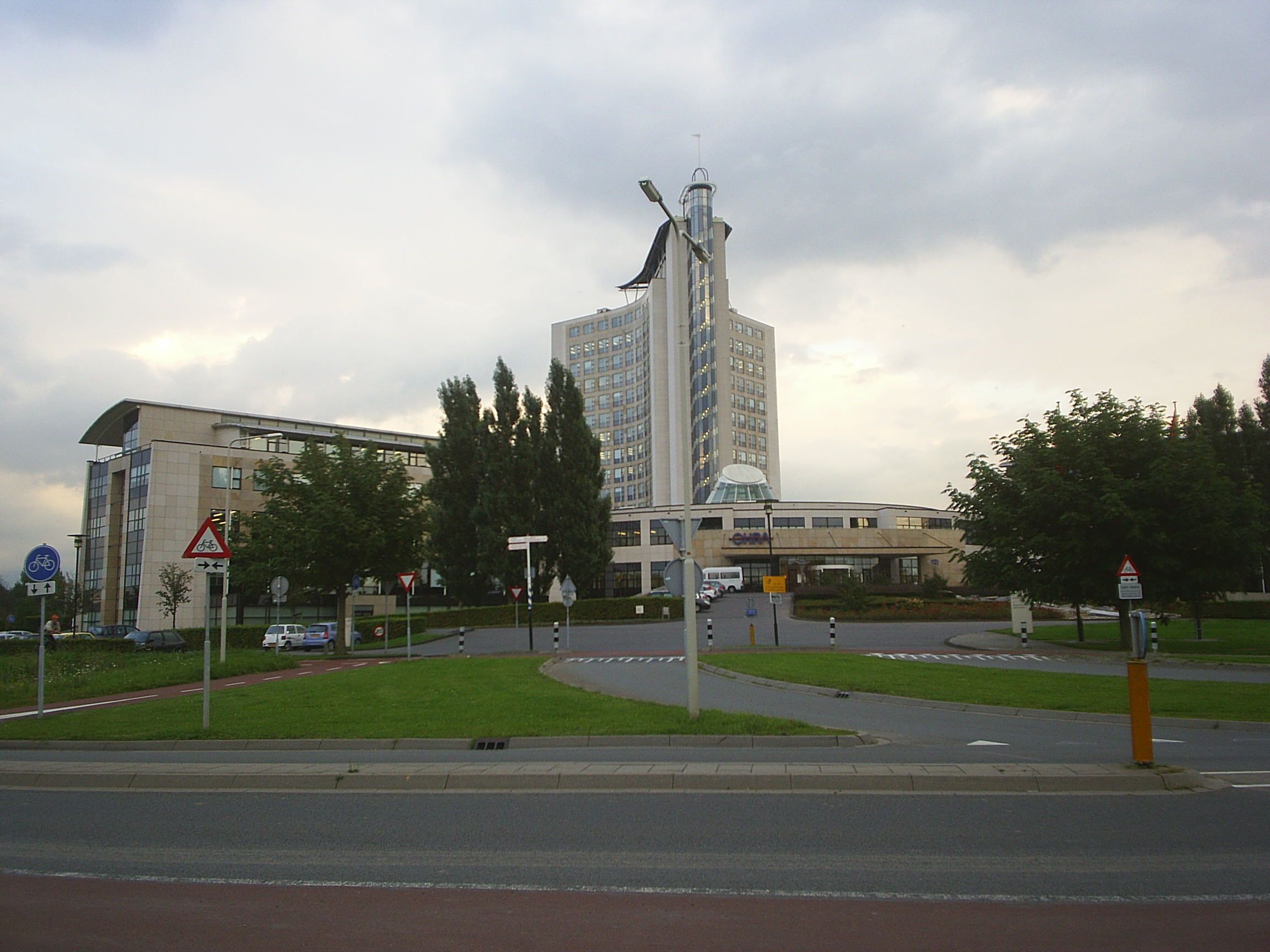
Het gebouw van OHRA in Arnhem

De fusie van Delta Lloyd met Nuts-OHRA paste in de nieuwe strategie om ook rechtstreeks verzekeringen aan te bieden en een groter aandeel in de zorgmarkt te verwerven. OHRA was de direct writer binnen de Delta Lloyd en gevestigd in Arnhem. OHRA behaalde in 2009 een premieomzet van ongeveer €  400 miljoen en had ongeveer 600 medewerkers.

### ABN AMRO Verzekeringen

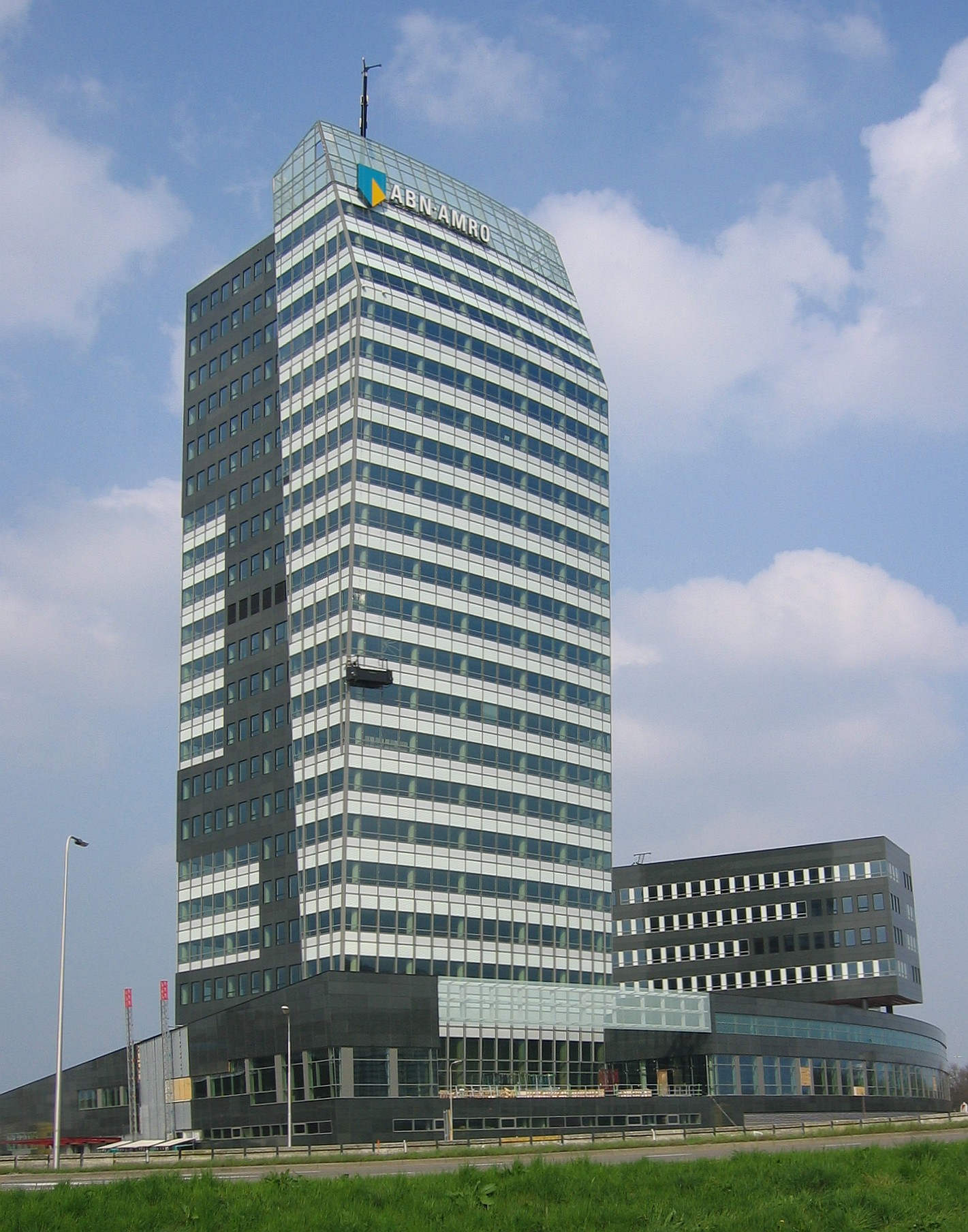
ABN AMRO Verzekeringen is gevestigd in de IJsseltoren in Zwolle

Delta Lloyd ABN AMRO Verzekeringen Holding BV is sinds 2003 een joint venture van de Delta Lloyd N.V. (51%) en ABN AMRO (49%). Delta Lloyd heeft hierbij het exclusieve recht bedongen voor verkoop van verzekeringsproducten via de kantoren van ABN AMRO. Sindsdien maakt Delta Lloyd gebruik van drie verschillende distributiekanalen. ABN AMRO Verzekeringen behaalde in 2009 een premieomzet van ruim € 800 miljoen en telde ruim 500 medewerkers.
Na de overname van de Nederlandse activiteiten van ABN AMRO door Fortis in 2008 vroeg Fortis de Europese Commissie om toestemming om van Delta Lloyd haar belang in Delta Lloyd ABN AMRO Verzekeringen Holding BV te kopen. Dit was de situatie voor de opsplitsing van Fortis. Nadat Fortis in financiële problemen was gekomen en de Nederlandse staat Fortis Nederland had overgenomen, werd afgezien van de aankoop van het Delta Lloyd-aandeel in ABN AMRO Verzekeringen. In ruil daarvoor kreeg de joint venture nu ook distributietoegang tot de voormalige Fortiskantoren.

### Zorgverzekeringen
De zorgverzekeringen van Delta Lloyd werden aangeboden onder het labels "Delta Lloyd" en "OHRA". Met 700.000 verzekerden was Delta Lloyd slechts een kleine speler, waardoor de nodige schaalgrootte ontbrak. Nadat een fusie met Menzis en Agis was afgeketst, besloot Delta Lloyd de zorgverzekeraar te verkopen. De CZ Groep nam Delta Lloyd & OHRA Zorg per 1 januari 2009 over, maar Delta Lloyd behield het exclusieve recht Delta Lloyd- en OHRA-zorgpolissen via een labelconstructie te blijven aanbieden. Door het invoegen van de Delta Lloyd Zorgbedrijven in de veel grotere CZ Groep kon een forse kostenbesparing worden gerealiseerd.

### BeFrank
In november 2010 richtte Delta Lloyd N.V. samen met BinckBank premiepensioeninstelling BeFrank op. Medio 2014 kocht Delta Lloyd het belang van BinckBank om heel BeFrank in handen te krijgen. BinckBank ontving € 19,5 miljoen voor het aandelenpakket. 

### Delta Lloyd Bank
In Nederland werden via de Delta Lloyd Bank en de OHRA Bank spaar-, hypotheek-, beleggings- en kredietproducten aangeboden.

### Delta Lloyd Life België
In België bood Delta Lloyd onder de naam Delta Lloyd Life levensverzekeringen en groepsverzekeringen aan, via zowel het bank-, makelaars- als directe kanaal. Na de overname van Swiss Life België van SNS Reaal halverwege 2008, wat een verdubbeling van de levensverzekeringsomzet betekende, kwam hier ook een relatief klein schadebedrijf bij. Delta Lloyd Life, gevestigd in Brussel, behaalde in 2009 een premieomzet van bijna € 700 miljoen met zo'n 600 medewerkers.

### Delta Lloyd Bank België

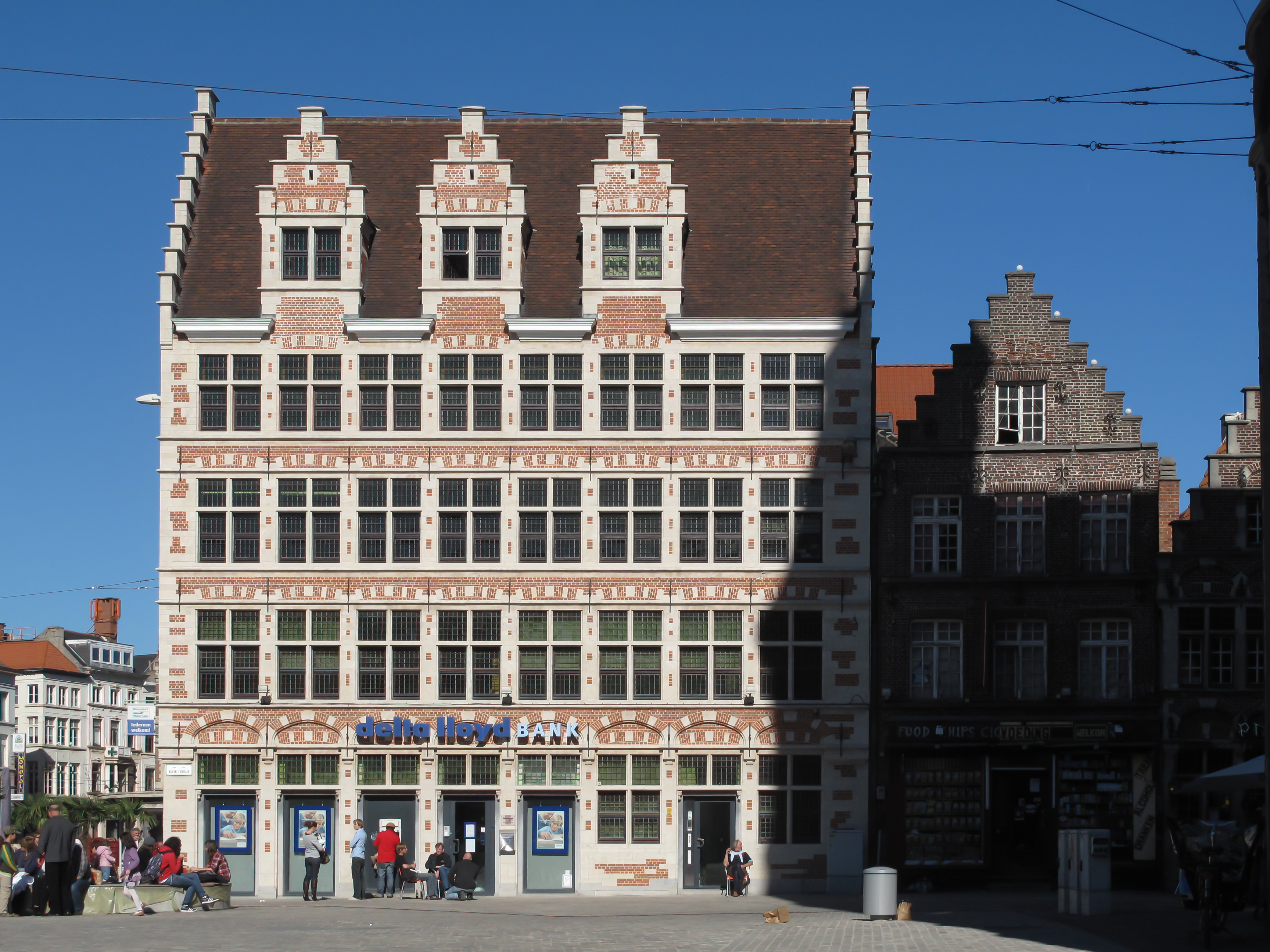
Delta Lloydbank in Gent (gebruikt tot 2010)

In België werd onder de naam Delta Lloyd Bank een volledig dienstenpakket via eigen bankkantoren en zelfstandige agenten aangeboden. De bank opende in 2006 het 250e verkooppunt. In 2015 werd de bank voor € 206 miljoen verkocht aan de Chinese verzekeringsmaatschappij Anbang Insurance Group. De naam werd in oktober 2015 veranderd in Bank Nagelmackers, de naam van een bank die in 2005 opging in Delta Lloyd.

### Delta Lloyd Deutschland
Delta Lloyd Deutschland bestond uit de verzekeraars Delta Lloyd Lebensversicherung en Hamburg Lebensversicherung, en de vermogensbeheerders Delta Lloyd Investment Managers en Delta Lloyd Finanzpartner. Delta Lloyd Deutschland had het hoofdkantoor in Wiesbaden. De omzet bedroeg in 2009 zo'n € 700 miljoen en telde ongeveer 700 personeelsleden. In 2010 staakte Delta Lloyd de verkoop van nieuwe levensverzekeringen in het land en werd ook de Gries und Heissel Bankiers verkocht. In 2013 had het Duitse onderdeel 200 werknemers, een premie-inkomen van € 260 miljoen en een balanstotaal van ongeveer € 5 miljard. In 2015 werd het Duitse levensverzekeringsbedrijf verkocht aan Athene Holding. De verkoop paste in de strategie om zich uitsluitend te richten op Nederland en België.

## Boete De Nederlandsche Bank
Delta Lloyd bracht op 22 december 2014 zelf naar buiten dat CFO Emiel Roozen uiterlijk per 1 januari 2016 moet vertrekken op last van De Nederlandsche Bank. Verder legde de toezichthouder een boete op voor een totaal bedrag van € 22,8 miljoen (boete: 1,2 miljoen, verhoogd met het bedrag dat de verzekeraar aan voordeel heeft behaald door het besluit: 21,6 miljoen) vanwege ten onrechte verkregen handelsvoordeel door middel van voorkennis over het UFR-besluit. Delta Lloyd vindt de maatregel “disproportioneel” en stapte naar de rechter.
Pieter Lakeman nam het voor de verzekeringsmaatschappij op. De rechtbank in Rotterdam oordeelde op 31 juli 2015 dat de miljoenenboete wel terecht was opgelegd. Beide partijen zagen af van hoger beroep. Bestuursvoorzitter Niek Hoek ging in mei 2015 met vervroegd pensioen en hij werd opgevolgd door Hans van der Noordaa. De op 1 januari 2014 aangetreden president-commissaris Jean Frijns trad op 1 oktober 2015 af.